# Under the Red Sky
Under the Red Sky (рус.  «Под красным небом») — двадцать седьмой студийный альбом американского автора-исполнителя Боба Дилана. Выпущен Columbia Records в сентябре 1990 года.

## Об альбоме
Диск в основном встретили как странный и разочаровывающий в сравнении с его предшественником Oh Mercy 1989 года. Большая часть критики была направлена на поверхностно-простенькое звучание поп-продюсера Дона Воза, а также на несколько композиций, которые кажутся навеянными детскими стихами. Альбом примечателен тем, что в его записи приняли участие: Слэш, Элтон Джон, Джордж Харрисон, Дэвид Кросби, Стиви Рэй Вон и Брюс Хорнсби.
Альбом посвящён «Gabby Goo Goo»; как впоследствии объяснял сам Дилан, это прозвище его четырёхлетней дочери. После этого появилось предположение, что более «детские» песни на альбоме появились для её развлечения, что впрочем никогда не была подтверждено или опровергнуто самим Диланом.

## Список композиций
Автор песен — Боб Дилан.
1. «Wiggle Wiggle» — 2:09
2. «Under the Red Sky» — 4:09
3. «Unbelievable» — 4:06
4. «Born in Time» — 3:39
5. «T.V. Talkin’ Song» — 3:02
6. «10,000 Men» — 4:21
7. «2 X 2» — 3:36
8. «God Knows» — 3:02
9. «Handy Dandy» — 4:03
10. «Cat’s in the Well» — 3:21

## Участники записи
- Kenny Aronoff — ударные
- Sweet Pea Atkinson — бэк-вокал
- Rayse Biggs — труба
- Dan Bosworth — ассистент звукоинженера
- Sir Harry Bowens — backing vocals
- Marsha Burns — production coordination
- Ed Cherney — звукоинженер, микширование
- Дэвид Кросби — бэк-вокал
- Paulinho Da Costa — перкуссия
- Steve Deutsch — ассистент звукоинженера
- Bob Dylan — акустическая гитара, гитара, пианино, аккордеон, арфа, вокал, продюсер
- Robben Ford — гитара
- Джордж Харрисон — слайд-гитара
- Брюс Хорнсби — пианино
- Randy «The Emperor» Jackson — бас-гитара
- Элтон Джон — пианино
- Judy Kirshner — ассистент звукоинженера
- Эл Купер — орган, клавишные
- David Lindley — бузуки, гитара, слайд-гитара
- David McMurray — саксофон
- Donald Ray Mitchell — бэк-вокал
- Jim Mitchell — ассистент звукоинженера
- Jamie Muhoberac — орган
- Slash — гитара
- Brett Swain — ассистент звукоинженера
- Jimmie Vaughan — гитара
- Стиви Рэй Вон — гитара
- Waddy Wachtel — гитара
- David Was — бэк-вокал, продюсер
- Don Was — бас, продюсер